# Plaça d'Espanya (Palma)
La plaça d'Espanya de Palma és un espai públic i centre neuràlgic de les comunicacions a la capital mallorquina, atès que s'hi troba l'Estació Intermodal (metro i bus interurbà) i hi fan aturada la major part de les línies de l'EMT, nucli dels transbordaments. A més, és punt de trobada i entrada principal al centre de la ciutat. Està situada damunt un segment de les antigues murades, i va néixer el 1901 arran de la reforma del Pla Calvet i l'esbucament de la murada, davant la porta renaixentista dita Porta Pintada, motiu pel qual també ha rebut aquest nom.
A la plaça conflueixen molts de vials i places: de la part de la Ciutat Nova, les avingudes del Gran i General Consell (abans anomenada de Joan March) i d'Alexandre Rosselló, el Parc de les Estacions, el carrer del Marquès de la Fontsanta i el carrer d'Eusebi Estada. Dins de la Ciutat Vella, connecta amb els carrers de Sant Miquel i dels Oms per mitjà de la plaça dita de la Porta Pintada.

## Història i nom
Consta de dues parts diferenciades: la plaça moderna, que rep el nom oficial de plaça d'Espanya, que forma un rectangle i va sorgir arran del Pla Calvet; i la plaça antiga, que rep el nom oficial de plaça de la Porta Pintada, que forma un triangle allargat i que existeix i rep aquest nom d'ençà del segle xvii. El 1892, la dita plaça patí un canvi de nom, quan l'Ajuntament hi va imposar el nom de plaça de Joanot Colom en honor de Joanot Colom, cabdill agermanat, que ja tenia un carrer dedicat, el carrer Colom. Amb l'enderrocament de les murades (1902) i la implantació del Pla Calvet, planificat per l'enginyer Bernat Calvet Girona, l'antiga plaça va créixer a mesura que s'urbanitzava l'entorn dellà de les murades, i el 1914, la plaça nova fou batiada amb el nom de plaça d'Eusebi Estada, en honor d'Eusebi Estada i Sureda, que sobre els papers formava una plaça diferent de l'anterior. El 30 d'octubre de 1936, la plaça d'Eusebi Estada perdé el nom i fou batiada per les autoritats franquistes amb el nom de plaça d'Espanya, mentre que el contigu carrer de Formentor passà a anomenar-se d'Eusebi Estada. El 1947, la plaça de Joanot Colom i la plaça d'Espanya s'unificaren sobre els papers, de manera que la primera s'integrà dins la segona. Finalment, el 1990 l'antiga plaça de Joanot Colom recobrà el nom original de plaça de la Porta Pintada, però la plaça d'Espanya manté el seu nom.
No obstant això, hi ha demandes populars de canviar el nom a la plaça nova. Així, hi ha iniciatives que optarien per unificar el nom de les dues places, l'antiga i la nova, i imposar el nom de plaça de la Porta Pintada. També existeix el costum d'anomenar la plaça plaça del Rei en Jaume, per l'estàtua al dit rei que hi ha al centre de la plaça, o amb l'antic nom d'Eusebi Estada. Durant el moviment del 15-M dels Indignats, la plaça esdevingué una acampada de ciutadans, els quals la rebatiaren amb el nom de plaça d'Islàndia i posaren la pertinent bandera islandesa (pel referent que suposaven les protestes d'Islàndia de 2008) sobre l'estàtua del rei en Jaume.

## Curiositats
Amb la rehabilitació de 2024, l’arquitecte municipal Antoni Sbert va amagar una frase de Jaume I als barrerons de la font que envolten l'estàtua eqüestre del rei en Jaume.